# Candice Drouin
Pour les articles homonymes, voir Drouin.
Candice Drouin, née le 4 juin 1976 à Toronto, est une snowboardeuse canadienne.

## Carrière
Candice Drouin est médaillée de bronze en snowboardcross aux Winter X Games de 1999 à Crested Butte
Elle est alors sélectionnée pour participer aux Goodwill Games d'hiver de 2000 de Lake Placid ; elle y est médaillée d'or en snowboardcross. 
Elle obtient trois podiums au cours de sa carrière en Coupe du monde ; deux troisièmes places en février 1996 au Kanbayashi Snowboard Park et à Calgary en half-pipe et une deuxième place en snowboardcross en février 1997 au Mont Bachelor.
Elle est championne du Canada de snowboardcross en 2001.